# Сонаксі Сінья
Сонаксі Сінья (англ. Sonakshi Sinha; нар.. 2 червня 1987) — індійська кіноакторка та модель. Акторський дебют Сонаксі відбувся в 2010 році у фільмі мовою гінді «Безстрашний», за який вона отримала Filmfare Award за найкращу дебютну жіночу роль

## Біографія
Народилася в акторській родині. Батько — актор і політик Шатругхан Сінья, мати — акторка Пунам Сінья (на початку кар'єри її звали Комал). Крім неї, в родині є ще два брати-близнюки Лав Сінья та Куш Сінья. Двоюрідна сестра Сонаксі — акторка Пуджа Рупарел, відома з дитячої ролі у «Закоханому королі».
Сонаксі почала свою кар'єру як художниця по костюмах і спроєктувала костюми для фільму «Моє серце належить іншому». 2009 року вона була моделлю на Тижні високої моди в Індії. Попри те, що Сонаксі з акторської родини, вона ніколи не користувалася іменем батька. Успішною вона стала лише завдяки власним старанням та наполегливості. Сонаксі не мріяла стати акторкою, але на тижні високої моди в Індії її побачив Салман Кхан і запропонував роль у фільмі «Безстрашний».
Після низки комерційних хітів в жанрі масала Сонаксі було запропоновано зіграти видатну поетесу Амріту Прітам у біографічному фільмі режисерки-дебютантки Джасміт Рін. Її попередня реалістична роль у фільмі «Розбійник» Вікрамадітьї Мотване була високо оцінена критикою і аудиторією.
У 2014 році Сонаксі дебютувала в тамільському кіно, зігравши у бойовику Lingaa з Раджінікантом у головній ролі, а в наступному — як співачка, записавши пісню «Aaj Mood Ishqholic Hai» в дуеті Meet Bros. У 2017 році вона зіграла журналістку з Пакистану у фільмі Noor, який провалився в прокаті, і підозрювану у вбивстві в трилері Ittefaq. разом з Сидхартхом Малхотрою. Ремейк однойменного фільму 1969 року, Ittefaq, став найприбутковішим індійським фільмом листопада, зібравши в прокаті близько 300 млн рупій.
У 2018 році вийшов фільм Happy Bhag Jayegi Returns, який є продовженням фільму, що вийшов у 2016, також вона заспівала одну з пісень. На початку року вийшов фільм Welcome in New-York 3D в парі з Ділджитом Досанджем, але фільм провалився в прокаті. Зараз Сонаксі бере участь у «Безстрашний знову в бою», триквелі її дебютного фільму «Безстрашний», знімання якого тривають з середини 2018 року. Також Сінаксі знялася в музичному номері «Mungda», який стане римейком пісні під яку танцювала з Гелен з фільму Inkaar у фільмі «Total Dhamaal», але дата релізу та ім'я виконавиці поки тримається в секреті.

## Фільмографія
| Рік  |   | Українська назва                | Оригінальна назва                   | Роль                                              |
| ---- | - | ------------------------------- | ----------------------------------- | ------------------------------------------------- |
| 2010 | ф | Безстрашний                     | Dabangg                             | Раджо                                             |
| 2012 | ф | Честь мундиру                   | Rowdy Rathore                       | Ніраджа                                           |
| 2012 | ф | Джокер                          | Joker                               | Маналі                                            |
| 2012 | ф | Неймовірна історія              | OMG: Oh My God!                     | камео у пісні «Go Go Govinda»                     |
| 2012 | ф | Син Сардара                     | Son of Sardaar                      | Сукхміт                                           |
| 2012 | ф | Безстрашний 2                   | Dabangg 2                           | Раджо Пандей                                      |
| 2013 | ф | Мужній                          | Himmatwala                          | камео у пісні «Thank God It's Friday»             |
| 2013 | ф | Разбійник                       | Lootera                             | Пакхі Рой Чаудхарі                                |
| 2013 | ф | Одного разу в Мумбаї 2          | Once Upon a Time in Mumbai Dobaara! | Жасмін                                            |
| 2013 | ф | Бос                             | Boss                                | камео у піснях «Party All Night» та «Har Kisi Ko» |
| 2013 | ф | Пуля-раджа                      | Bullett Raja                        | Міталі                                            |
| 2013 | ф | Р… Раджкумар                    | R… Rajkumar                         | Чанда                                             |
| 2014 | ф | Солдат завжди на службі         | Holiday                             | Саїда                                             |
| 2014 | ф | Темна конячка / Бойовик Джексон | Action Jackson                      | Кхуші                                             |
| 2014 | ф |                                 | Lingaa (там.)                       | Бхараті                                           |
| 2015 | ф | Лють                            | Tevar                               | Радхіка                                           |
| 2016 | ф | Акіра                           | Akira                               | Акіра                                             |
| 2016 | ф | Спецзагін «Форс» 2              | Force 2                             | Камалджіт Каур                                    |
| 2017 | ф |                                 | Noor                                | Нур                                               |
| 2018 | ф |                                 | Welcome to the New York 3D          | Джінал Пател                                      |
| 2018 | ф |                                 | Yamla Pagla Deewana: Phir Se        |                                                   |
| 2018 | ф |                                 | Happy Phirr Bhag Jayegi             |                                                   |
| 2019 | ф |                                 | Kalank                              |                                                   |
| 2019 | ф |                                 | Dabangg 3                           | Rajjo Pandey                                      |